# 大衛·庫塔 (DJ)
皮埃爾·「大卫」·雅姆·庫塔（法語：Pierre "David" James Guetta，發音：[pjɛʁ david ɡɛta]；英語：/ɡɛtə/；1967年11月7日—），法國浩室唱片騎師及音樂製作人。
庫塔在1980年至1990年代原於夜店擔任DJ，2001年創立Gum Productions唱片公司並於隔年發行首張專輯《再愛多一點》，之後又分別於2004年與2007年發行《轟狂趴踢》與《獨領風騷》兩張專輯，其中還收錄了庫塔的暢銷單曲《Delirious》。庫塔在2009年發行的專輯《舞動真愛》為他打入了主流市場，收錄的三首歌《真愛奇襲》、《Gettin' Over You》和《Sexy Bitch》更是皆登上英國單曲排行榜的第一名。2011年的專輯《舞動全世界》更是收錄了如《Where Them Girls At》、《Little Bad Girl》、《Without You》、《金剛不壞》及《Turn Me On》等多首熱門單曲。
庫塔是目前世界上最著名、最受推崇的DJ之一，曾数次获格莱美奖。據統計，庫塔已經銷售超過6百萬張專輯與1千5百萬支單曲。英國DJ雜誌於2011年和2020年和2021年將他列為百大DJ排行榜的首位。

## 生平

### 早年
1990年代中期，庫塔即開始於幾間知名的夜店表演。1994年，庫塔與美國浩室歌手Robert Owens推出單曲《Up & Away》，在夜店小有知名度。同年庫塔開始擔任夜店經理，並在其他夜店舉行許多活動。

### 三張專輯和逐漸成名（2001－2008年）
2001年，庫塔與同為法國DJ的Joachim Garraud共同創立Gum Productions唱片公司，並於同年與美國福音歌手Chris Willis合作推出單曲《Just A Little More Love》，庫塔在Willis至法國度假時認識他。庫塔的首張專輯《再愛多一點》於2002年由維京唱片發行，銷售超過300,000張。專輯內的幾支單曲《Love Don't Let Me Go》、《People Come People Go》和《Give Me Something》也於2002年相繼發行。庫塔於2003年推出合輯《Fuck Me I'm Famous》，此專輯收錄了大衛·鮑伊的單曲《Heroes》的重混版本《Just for One Day (Heroes)》。庫塔之後所發表的合輯皆使用「Fuck Me I'm Famous」為名。庫塔也於2004年發行第二張專輯《轟狂趴踢》，並發行《Money》、《Stay》、《The World Is Mine》和《In Love With Myself》等四支收錄在專輯中的單曲。
2007年，庫塔發行第三張專輯《獨領風騷》，此張專輯在歐洲各地都創下銷售佳績。據EMI於2010年的統計，專輯在世界各地總共銷售達530,000張。專輯的首支單曲《Love Is Gone》也在告示牌舞曲/電子單曲榜登上第一位。庫塔為此張專輯的宣傳至世界各地進行巡迴表演。他與法國饒舌歌手JoeyStarr於2008年1月至模里西斯表演。同年，庫塔與妻子凱西·庫塔策劃於7月5日在法蘭西體育場，名為「UNIGHTED」的表演活動。庫塔與提雅斯多、卡爾·考克斯和Martin Solveig等多位知名DJ在40,000多人面前進行表演。
2009年，庫塔登上了DJ雜誌百大DJ排行榜的第三名，並獲得DJ Awards頒發的2008年最佳浩室DJ獎項。2009年4月起，庫塔在RauteMusik.FM網路電台於每週六晚間有了自己的廣播節目。荷蘭電台Radio 538後更邀庫塔製作廣播節目，名為「David Guetta DJ Mix」，在提雅斯多的節目「Tiësto's Club Life」後播出。

### 《舞動真愛》（2009－2010年）
庫塔的第四張專輯《舞動真愛》於2009年8月發行。庫塔和凱莉·羅蘭合作首支單曲《真愛奇襲》與和阿肯合作的第二支單曲《Sexy Bitch》，皆登上了英國單曲排行榜的第一名。專輯內也收錄如庫塔與艾絲黛兒合作的《One Love》、與基德·酷迪合作的《Memories》、和與Chris Willis、菲姬、笑本部合作的《Gettin' Over You》等多支暢銷單曲。截至2011年5月，《舞動真愛》在全世界已銷售達3,000,000張。《舞動真愛》也在第52屆葛萊美獎入圍最佳電子/舞曲專輯，《When Love Takes Over》更是入圍最佳舞曲錄音和最佳非古典混音錄製兩獎，並獲得了後者。庫塔也於2010年11月29日發行專輯的第二個版本《One More Love》，增加收錄了如與蕾哈娜合作的《Who's That Chick?》等歌曲。
2009年6月19日，黑眼豆豆發行了由庫塔製作的單曲《I Gotta Feeling》，創下了當時單曲下載的記錄，在美國及英國分別銷售超過7,500,000和1,000,000支。這首歌也入圍了第52屆葛萊美獎最佳舞曲錄音。2010年，庫塔製作凱莉·羅蘭《Here I Am》專輯中的兩支單曲《Commander》和《Forever and a Day》。庫塔也為美國歌手酷莉絲的第五張專輯《Flesh Tone》製作兩支單曲《Acapella》和《Scream》。2010年6月28日，美國歌手佛羅·里達發行由庫塔製作的一支單曲《Club Can't Handle Me》，這首歌也被收錄在電影《舞力全開3D》的原聲帶中。

### 《舞動全世界》（2011年－至今）
庫塔於2011年8月30日發行他個人的第五張專輯《舞動全世界》，專輯分為兩張CD，一張為人聲搭配，一張則是純器樂歌曲。庫塔稱這張專輯的製作受到了搖滾樂團里昂王族和酷玩樂團影響。首支單曲《Where Them Girls At》與佛羅·里達和妮琪·米娜合作，於2011年5月2日發行，與泰歐·克魯斯和路達克里斯合作的《Little Bad Girl》、與亞瑟小子合作的《Without You》、與妮琪·米娜合作的《Turn Me On》也相繼發行。專輯內也收錄了幾首與希雅、Afrojack和珍妮佛·哈德森等人合作的單曲。
庫塔於2012年9月10日發行《舞動全世界》的第二版本《舞動全世界2.0》。這張專輯收錄了如再次與希雅合作的《She Wolf (Falling to Pieces)》、與瑞典組合Taped Rai合作的《Just One Last Time》、與尼歐和阿肯合作的《Play Hard》等幾支單曲。庫塔也於2012年發行《舞動全世界：最終版》，收錄了《舞動全世界》與《舞動全世界2.0》中的所有歌曲。
庫塔也釋出紀錄片《舞動全世界》，描述了庫塔的一生，包括他的成名過程等，凱莉·羅蘭、will.i.am、史努比狗狗等也有參與紀錄片的拍攝。這部紀錄片是由庫塔與可口可樂公司旗下的機能飲料品牌burn合作推出，庫塔於2011年擔任burn的代言人。庫塔亦為新起DJ的培訓與burn合作，於伊維薩推行名為「burn studios residency」計畫。
庫塔還受邀負責製作蕾哈娜第七張專輯《道歉太難》，並協助舉辦蕾哈娜「Diamonds World Tour」巡演的歐洲場次。

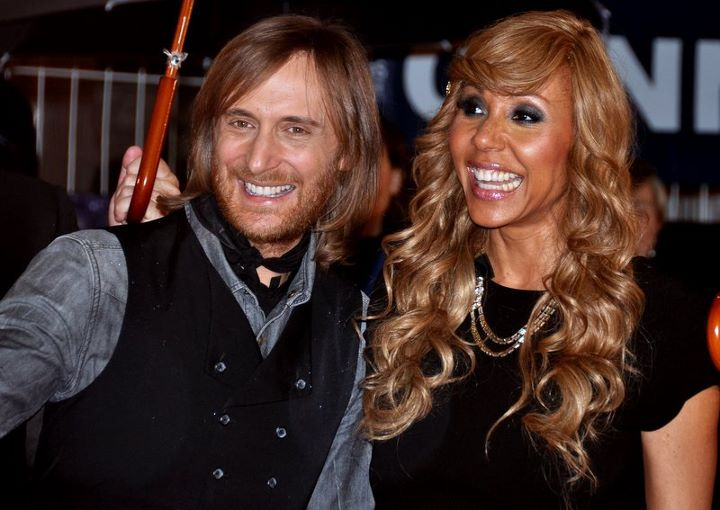
庫塔與妻子凱西·庫塔出席於2012年NRJ音樂獎頒獎典禮

庫塔自己成立了一間名為Jack Back Records的唱片公司，主要專注於發行有關電子音樂的歌曲。唱片公司發行的首支單曲為庫塔與荷蘭DJ Nicky Romero合作的歌曲《Metropolis》，這首歌也收錄在《舞動全世界2.0》中。唱片公司的歌曲主要在Beatport上發行。

## 個人生活
庫塔的父母皆為餐館老闆，庫塔於1992年與名媛及夜店經理凱西·庫塔（Cathy Guetta）結婚，並於2012年舉辦慶祝結婚20週年的典禮。兩人育有兩子，分別為2004年出生的Tim Elvis Eric與2007年出生的Angie。

## 作品

### 錄音室專輯
- 《再愛多一點》（2002）
- 《轟狂趴踢》（2004）
- 《獨領風騷》（2007）
- 《舞動真愛（英语：One Love (David Guetta album)）》（2009）
- 《舞動全世界（英语：Nothing but the Beat）》（2011）
- 《聆聽》(2014)
- 《7》(2018)

## 獎項
| 年份   | 獲提名                                        | 獎項                 | 結果 |
| ------ | --------------------------------------------- | -------------------- | ---- |
| 2010年 | 舞動真愛                                      | 最佳電子/舞曲專輯    | 提名 |
| 2010年 | I Gotta Feeling（製作人）                     | 年度最佳錄音         | 提名 |
| 2010年 | When Love Takes Over（與凱莉·羅蘭）           | 最佳舞曲錄音         | 提名 |
| 2010年 | When Love Takes Over (Electro Extended Remix) | 最佳非古典混音錄製   | 獲獎 |
| 2011年 | Revolver (David Guetta's One Love Club Remix) | 最佳非古典混音錄製   | 獲獎 |
| 2012年 | 大衛·庫塔                                     | 最受歡迎電子舞曲音樂 | 獲獎 |

### 全英音樂獎
| 年份   | 獲提名    | 獎項             | 結果 |
| ------ | --------- | ---------------- | ---- |
| 2012年 | 大衛·庫塔 | 最佳國際男音樂家 | 提名 |

## 外部連結
- 官方网站
- 大衛·庫塔的MySpace主頁
- 大衛·庫塔的X（前Twitter）
- YouTube上的大衛·庫塔頻道
- 大衛·庫塔在互联网电影资料库（IMDb）上的資料（英文）
- 大衛·庫塔在Allmusic上的頁面
- 大衛·庫塔的Facebook專頁